# 스나미촌 (지바현)
스나미촌(周南村)은 지바현 기미쓰군에 일찍이 존재했던 촌이다. 현재의 기미쓰시 북부에 해당한다.

## 역사
- 1889년 4월 1일 - 정촌제 시행에 의해 스에군 스나미촌이 성립하였다.
- 1897년 4월 1일 - 스에군이 폐지되어 기미쓰군이 되었다.
- 1954년 3월 31일 - 기미쓰정, 스나미촌, 사다모토촌이 합병해, 새로운 기미쓰정이 신설되었다.
- 1970년 9월 28일 - 기미쓰정, 가즈사정, 고이토정, 세이와촌, 오비쓰촌이 합병해, 새로운 기미쓰정을 신설하였다.
- 1971년 9월 1일 - 기미쓰정이 시로 승격해 기미쓰시가 되었다.